# Una notte, un sogno
Pour plus de détails, voir Fiche technique et Distribution.
Una notte, un sogno est une comédie dramatique italienne réalisée par Massimo Manuelli et sortie en 1988.

## Synopsis
Turin, Italie, fin des années 1980. Une jeune femme, ennuyée et perturbée par le comportement de son mari et de ses amis, décide de quitter la villa dans laquelle il vit pour aller en ville. Sur la route, elle est attaquée par un groupe de jeunes voyous, mais un photographe la sauve. Cet homme, juste avant cette rencontre, a été témoin d'un crime commis par la mafia chinoise, il est donc contraint de se cacher. Entre les deux fugitifs naît une solidarité qui se transforme bientôt en sentiment amoureux. Mais la courte histoire d'amour, qui a pour toile de fond les milieux nocturnes et interlopes de Turin, s'éteindra à l'aube à la gare de Porta Nuova, dans un train en partance pour Narvik en Norvège. La photographe doit s'échapper : c'est un témoin trop dangereux. Elle tente de le suivre.

## Fiche technique
- Titre original italien : Una notte, un sogno[1],[2]
- Réalisateur : Massimo Manuelli
- Scénario : Massimo Manuelli, Marie-Christine Questerbert
- Photographie : Giulio Albonico
- Montage : Luigi Zita
- Musique : Paolo Conte
- Décors : Gianni Sbarra
- Société de production : Istituto Luce-Italnoleggio Cinematografico, Progetto Visivo, RAI-Radiotelevisione Italiana (Rete 2)
- Pays de production :  Italie
- Langue originale : italien
- Format : Couleurs
- Durée : 83 minutes
- Genre : comédie dramatique
- Dates de sortie :
  - Italie : 4 mai 1988[3]

## Distribution
- Sergio Rubini : Bruno
- Claire Nebout : Silvia
- Hugues Quester
- Rodolfo Traversa (it) : Commissaire
- Simona Ventura
- John Chen
- Laura Leiblein
- Quinto Cavallera
- Franco Vaccaro
- Sandy Chung Tit Fei
- Sara Negarville
- Ladislav Skakal